# Găgăuzia
Găgăuzia (în găgăuză: Gagauz Yeri sau Gagauziya, cuvântul yeri înseamnă „pământ” sau „țară”; în rusă Гагаузия) este o regiune autonomă (din 1995) din sud-estul Republicii Moldova, locuită preponderent de găgăuzi, un popor vorbitor al unei limbi turcice și apropiat cultural de turci, însă de confesiune creștină ortodoxă.
Oficial, autonomia este cunoscută sub numele: Unitatea Teritorială Autonomă Găgăuzia (abreviată UTA Găgăuzia; în găgăuză Avtonom Territorial Bölümlüü Gagauziya, în rusă Автономное территориальное образование Гагаузия).
Denumirea sa provine de la etnonimul „găgăuz”.

## Istorie

### Originea găgăuzilor
Originea exactă a găgăuzilor nu se cunoaște. Există mai multe ipoteze. De exemplu, că ar fi la origine turci selgiucizi stabiliți în Dobrogea, împreună cu pecenegii, uzii (tot de la numele Oğuz) și cumanii (kıpçak, kîpceak), poporul care l-a urmat în Anatolia pe sultanul Izzeddin Keykavus al II-lea (1236–1276). Mai exact, un clan de turci oguzi emigrat în Balcani în timpul conflictelor intertribale cu alți turci. Acest clan turc oguz s-a convertit la creștinismul ortodox după ce s-a stabilit în Balcanii de Est (în Bulgaria), populația respectivă fiind denumită turci găgăuzi. Un grup mare de găgăuzi a părăsit mai târziu Bulgaria și s-a stabilit în sudul Basarabiei împreună cu un contingent de etnici bulgari.

### Imperiul Rus
În 1812, Basarabia, care era jumătatea estica a Principatului Moldovei, a fost ocupată de Imperiul Rus și triburile de tătari nogai care locuiau în mai multe sate din Basarabia de Sud (sau Bugeac) au fost obligate să părăsească provincia.
Între 1812 și 1846, rușii au recolonizat cu găgăuzi aduși din estul Bulgariei (care a rămas sub Imperiul Otoman) într-o Basarabie ortodoxă, în principal în așezările părăsite de nogai. Găgăuzii s-au stabilit acolo în paralel cu bulgarii basarabeni în Avdarma, Comrat, Congaz, Tomai, Cișmichioi și alte sate locuite de nogai. Unii găgăuzi s-au stabilit în partea liberă a Principatului Moldovei, care nu intra sub controlul rusesc în 1812, dar aceștia s-au mutat în zona compactă care populează astăzi partea de sud a Basarabiei.
Cu excepția a cinci zile, când a fost de facto, independentă în iarna anului 1906, când o răscoală țărănească a proclamat "republica autonomă din Comrat", găgăuzii s-au aflat sub jurisdicția Rusiei (1812-1917), României (1918 - 1940 și 1941 - 1944), a Uniunii Sovietice (1940 -1941 și 1944 - 1991) și a Republicii Moldova (1991 până în prezent).

### Regatul României Mari
Între anii 1918 și 1940, aproape întreg poporul găgăuz era în cadrul statului România. Aceasta a fost o perioadă fastă pentru minoritatea găgăuză, pentru că atunci s-au ridicat numeroase personalități în viața politică, socială și culturală a României.
De altfel, găgăuzii erau recunoscuți ca fiind în acea perioadă minoritatea care învăța cel mai ușor limba româna, conviețuirea acestora îndelungată alături de români ușurând destul de mult accesul la alfabetizare și integrarea acestora în viața socială și culturală a României.
În perioada cât găgăuzii s-au găsit pe teritoriul României, aceștia au fost loiali statului român.
Academicianul Ștefan Ciobanu i-a caracterizat astfel:
“Dintre toate minoritățile din Basarabia, populația găgăuză este cea care se apropie cel mai mult de poporul român prin calitățile sale spirituale, prin loialitatea și prin blândețea firii sale. Toți găgăuzii vorbesc perfect românește.”
După 1944, găgăuzii au fost supuși unei rusificări forțate de către ocupanții ruși, combinată și cu o izolare forțată față de români, astfel  încât astăzi ei nu numai că nu mai cunosc deloc limba română, dar nu mai cunosc nici propria lor limbă, găgăuza.
În trecut era o înțelegere perfectă între români și găgăuzi, iar găgăuzii erau considerați o minoritate loială statului român, ei  dând societății, politicii și culturii române mai multe personalități.

### Uniunea Sovietică
Naționalismul găgăuz a început ca o mișcare intelectuală, în timpul anilor 1980. Mișcarea devine  mai puternică la sfârșitul deceniului, când Uniunea Sovietică a început să îmbrățișeze idealurile democratice.
În 1988 activiști din intelectualitatea locală, uniți cu alte minorități etnice, creează o mișcare cunoscută sub numele de "Poporul Găgăuziei". Un an mai târziu a avut loc prima adunare a acestei mișcări, în care a fost adoptată o rezoluție care cerea crearea unui teritoriu autonom în sudul Moldovei, cu capitala la Comrat.
Mișcarea națională găgăuză s-a intensificat atunci când româna a fost acceptată ca limbă oficială a Republicii Moldova în august 1989, înlocuind rusa, limba oficială a URSS-ului. O parte din populație multietnică din sudul Moldovei considera, cu îngrijorare, această decizie ca fiind o precipitare și își manifesta lipsa de încredere în guvernul central de la Chișinău.
Găgăuzii au fost, de asemenea, îngrijorați în legătură cu implicațiile pentru ei în cazul când Moldova s-ar reuni cu România, unire ce părea foarte probabilă în acel moment.
În august 1990, Comrat s-a declarat ea însăși o republică autonomă, dar guvernul Republicii Moldova a anulat declarația ca fiind neconstituțională. În acel moment, Stepan Topal se impune ca lider al mișcării naționale de găgăuzi.

### Republica Moldova

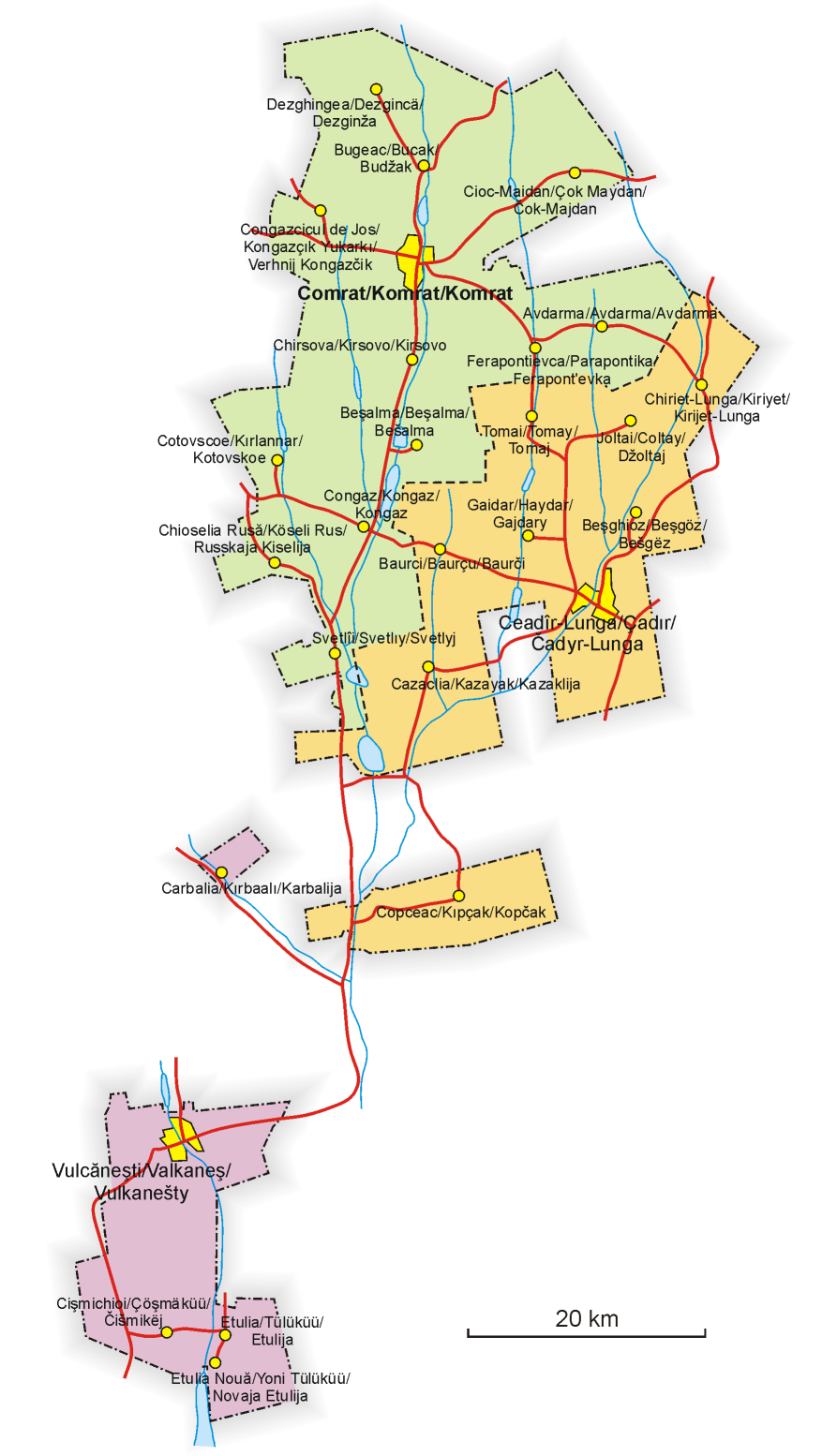
Harta administrativă a Găgăuziei

În decembrie 1990, mișcarea separatistă Gagauz Halkı („poporul găgăuz”), cu sprijinul tacit al autorităților centrale din Moscova, proclamă în raioanele Comrat, Ceadîr-Lunga și Vulcănești ale RSS Moldovenești așa-numita Republica Găgăuză. În decembrie 1994 Parlamentul de la Chișinău, dominat de agrarieni a recunoscut autonomia teritorială a găgăuzilor. În anul 1995 hotarele noii regiuni autonome au fost stabilite în urma unui referendum zonal.
La 2 februarie 2014, în regiunea autonomă Găgăuză a avut loc un referendum, prin care găgăuzii și-au exprimat opinia în privința politicii externe a regiunii. Participanții la referendum au răspuns într-o majoritate covârșitoare da la întrebările: „Doriți ca Găgăuzia să adere la Uniunea vamală Rusia-Bielorusia-Kazahstan (și să nu încheie un acord de asociere cu Uniunea Europeană)?” și „Sunteți pentru autodeterminarea Găgăuziei în cazul în care Moldova și-ar pierde independența (și s-ar reuni cu România)?”. Rata de participare variază în funcție de surse, între 53% (Radio Europa Liberă) și 72% (Ziarul Timpul). Plebiscitul nu a fost recunoscut de autoritățile de la Chișinău.

## Geografie
Suprafața regiunii autonome este de 1.830 km². Regiunea este divizată în trei raioane administrative (dolay): Comrat, Ciadîr-Lunga și Vulcănești.

## Demografie
Conform recensămîntului din anul 2014, populația era de 134.535 locuitori. Centrul administrativ al regiunii este orașul Comrat (20 mii locuitori). Limbile oficiale sunt găgăuza, româna și rusa.

### Statistici vitale
Principalii indicatori demografici, 2013:
- Natalitatea: ▼1.897 (11,7 la 1000 locuitori)
- Mortalitatea: ▼1.605 (9,9 la 1000 locuitori)
- Spor natural: +292

### Structura etnică
| Grup etnic         | Populație |
| ------------------ | --------- |
| Găgăuzi            | 112,387   |
| Bulgari            | 6,584     |
| Moldoveni / Români | 6,349     |
| Ruși               | 4,344     |
| Ucraineni          | 3,317     |
| Romi               | 365       |
| Alte etnii         | 806       |
| Nedeclarat         | 403       |
| Total              | 134,535   |

## Politică
Găgăuzia (Gagauz-Yeri) este o unitate teritorială autonomă cu un statut special care, fiind o formă de autodeterminare a găgăuzilor, este parte componentă a Republicii Moldova.
Găgăuzia soluționează de sine stătător, în limitele competenței sale, în interesul întregii populații, problemele dezvoltării politice, economice și culturale.
Pe teritoriul Găgăuziei sunt garantate toate drepturile și libertățile prevăzute de Constituția și legislația Republicii Moldova.
În cazul schimbării statutului Republicii Moldova ca stat independent poporul Găgăuziei are dreptul la autodeterminare externă.
Sursa: Legea 344 din 23-12-1994

## Economie
Economia Găgăuziei se bazează pe agricultură, viticultură și creșterea vitelor.
Principala ramură economică este agricultura, în special viticultura. Produsele principale de export sunt vinul, uleiul de floarea-soarelui, băuturile nealcoolice, lâna, pielea și textilele. Există douăsprezece întreprinderi vinicole care prelucrează peste 400.000 de tone anual. Există și două fabrici de ulei, două fabrici de covoare, o fabrica de carne, precum și o fabrică de băuturi alcoolice.

## Diviziuni administrative
UTA Găgăuzia are 32 de localități dintre care: 2 municipii, 1 oraș și 29 de sate (dintre care 8 aparțin a 3 comune, iar 1 aparține unui oraș).
| Nume oficial                               | Nume găgăuz 1                              | % găgăuzi   |
| ------------------------------------------ | ------------------------------------------ | ----------- |
| Comrat (municipiu)                         | Komrat                                     | 72.8%       |
| Ceadîr-Lunga (municipiu)                   | Çadır-Lunga                                | 73.7%       |
| Vulcănești (oraș) Vulcănești (stație c.f.) | Vulcănești (oraș) Vulcănești (stație c.f.) | 69.4% 22.5% |
| Avdarma                                    | Avdarma                                    | 94.2%       |
| Baurci                                     | Baurçi                                     | 97.9%       |
| Beșalma                                    | Beșalma                                    | 96.7%       |
| Beșghioz                                   | Beșgöz                                     | 93.0%       |
| Bugeac                                     | Bucak                                      | 61.8%       |
| Carbalia                                   | Kırbaalı                                   | 70.2%       |

| Nume oficial                                                       | Nume găgăuz 1                                                      | % găgăuzi        |
| ------------------------------------------------------------------ | ------------------------------------------------------------------ | ---------------- |
| Cazaclia                                                           | Kazayak                                                            | 96.5%            |
| Chioselia Rusă                                                     | Köseli Rus                                                         | 25.2%            |
| Chiriet-Lunga                                                      | Kiriyet-Lunga                                                      | 92.6%            |
| Chirsova                                                           | Kirsova                                                            | 45.6%            |
| Cioc-Maidan                                                        | Çokmeydan                                                          | 93.1%            |
| Cișmichioi                                                         | Çeșmeköy                                                           | 94.4%            |
| Congaz                                                             | Kongaz                                                             | 96.1%            |
| Congazcicul de Sus Congazcicul de Jos Congazcicul de Sus Dudulești | Congazcicul de Sus Congazcicul de Jos Congazcicul de Sus Dudulești | 73.4% 87.2% 4.4% |
| Copceac                                                            | Kıpçak                                                             | 95.0%            |

| Nume oficial                            | Nume găgăuz 1                           | % găgăuzi         |
| --------------------------------------- | --------------------------------------- | ----------------- |
| Cotovscoe (Cârlanari)                   | Kırlannar                               | 95.4%             |
| Dezghingea                              | Dezgincä                                | 94.5%             |
| Etulia Etulia Nouă Etulia (stație c.f.) | Etulia Etulia Nouă Etulia (stație c.f.) | 92.7% 83.1% 94.5% |
| Ferapontievca                           | Ferapontievca                           | 28.0%             |
| Gaidar                                  | Haydar                                  | 96.5%             |
| Joltai                                  | Coltay                                  | 96.0%             |
| Svetlîi (Denevița) Alexeevca Svetlîi    | Svetlîi (Denevița) Alexeevca Svetlîi    | 35.4% 33.5%       |
| Tomai                                   | Tomay                                   | 95.1%             |

## Cultură și educație

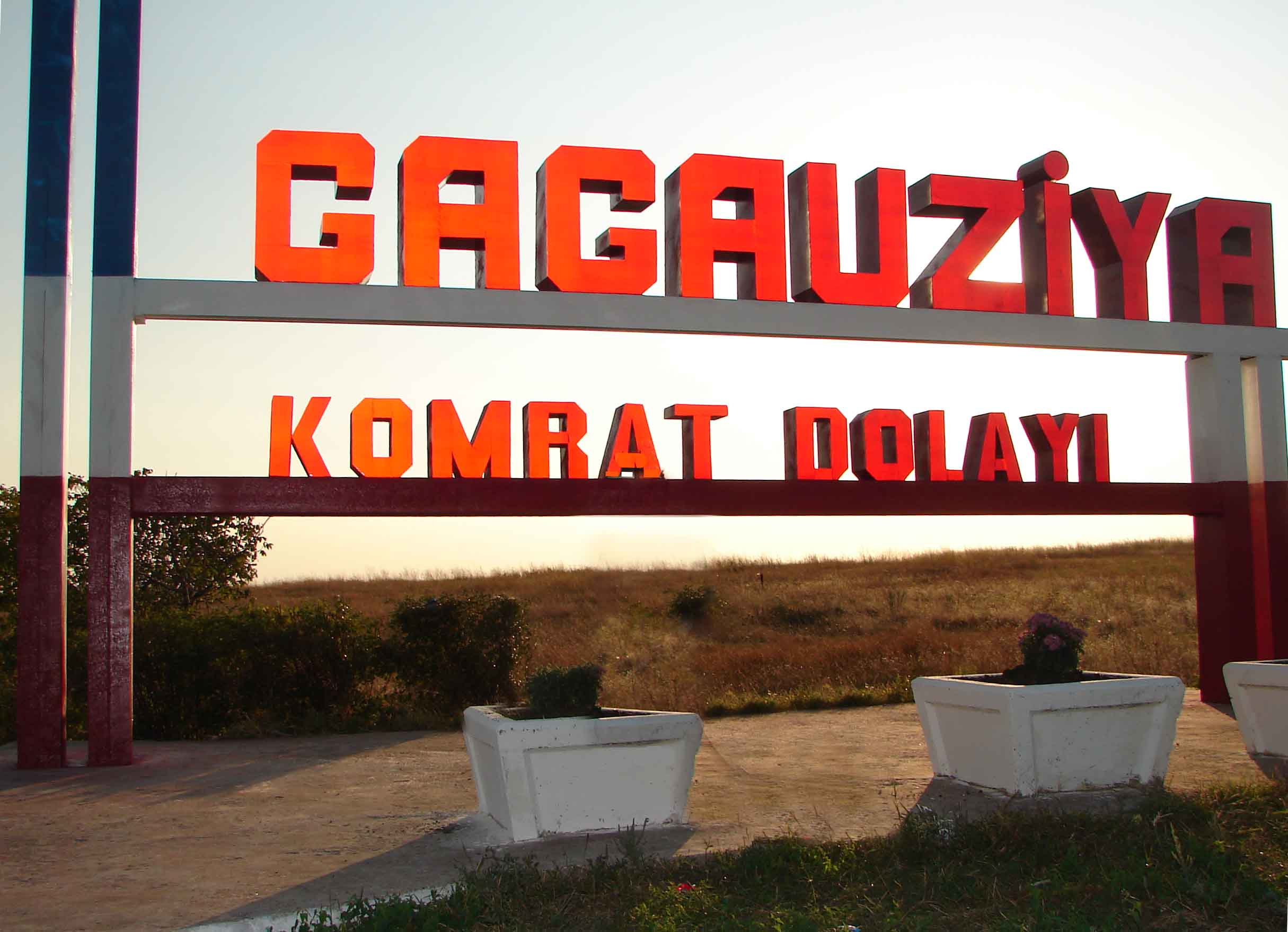
Gagauziya - Comrat Dolayi

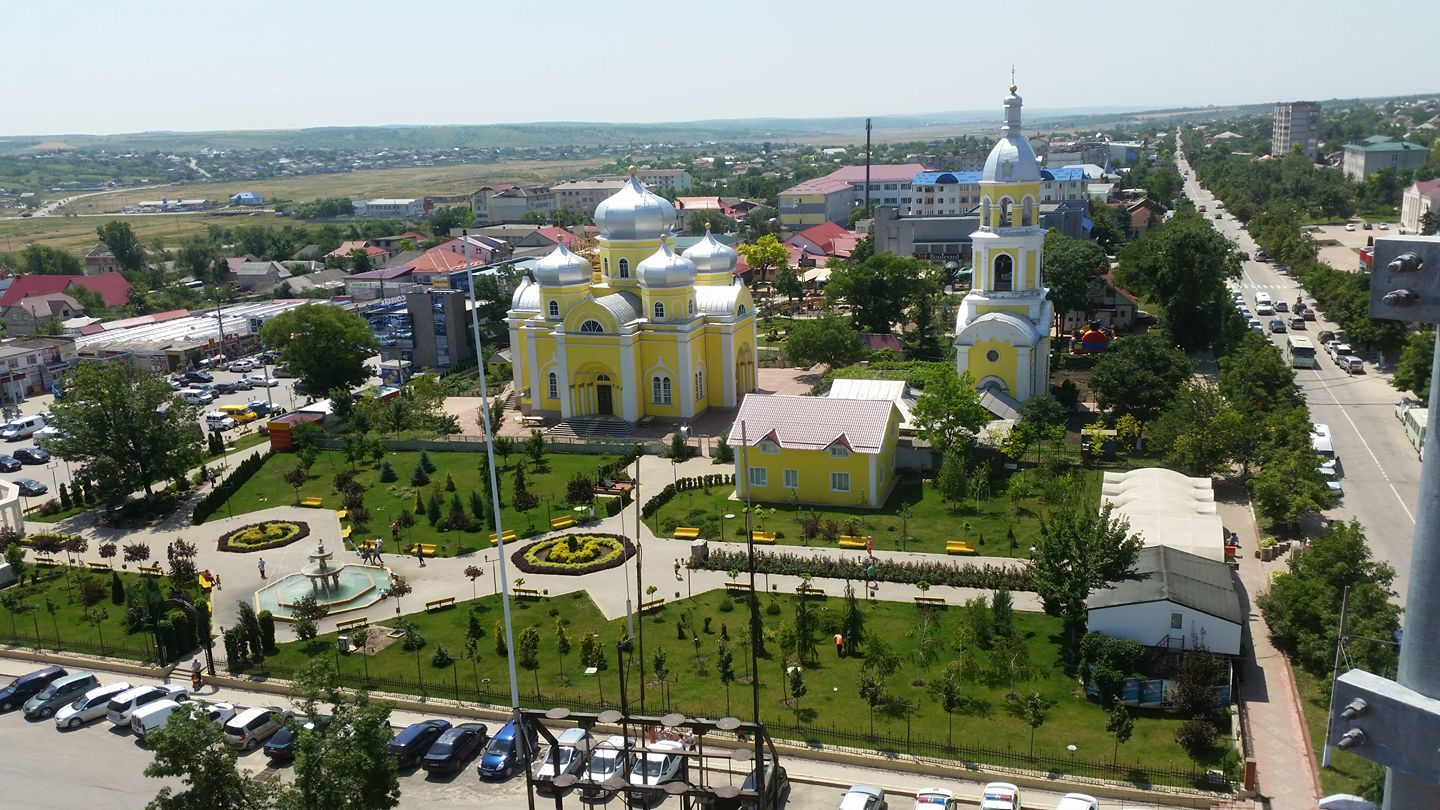
Comrat

Găgăuzia are 55 de școli, Colegiul Pedagogic Comrat (liceu + încă doi ani postliceal), și Universitatea de Stat din Comrat ). Turcia a fondat un centru cultural (Türk İșbirliği Ve Kalkınma İdaresi Bașkanlığı) și o bibliotecă (Atatürk Kütüphanesi). În comuna Beșalma este un muzeu istoric și etnografic fondat de Dmitrii Kara Coban.

## Transport
Găgăuzia are 451 kilometri de drum, din care 82% pavat. Turcia i-a împrumutat Republicii Moldova 35 de milioane de dolari pentru a îmbunătăți rețeaua de transport din Găgăuzia.